# Spirotecoma rubriflora
Spirotecoma rubriflora là một loài thực vật có hoa trong họ Chùm ớt. Loài này được (Leonard) Alain miêu tả khoa học đầu tiên năm 1971.